# Pia Lilian Kübler
Pia Lilian Kübler, född 8 oktober 2002, är en tysk backhoppare. Kübler ingick i det tyska lag som tog brons vid Juniorvärldsmästerskapen i nordisk skidsport 2022 i Zakopane i Polen.